# Ахмирово
Ахмирово (каз. Ахмер) — село в Восточно-Казахстанской области Казахстана. Находится в подчинении городской администрации Усть-Каменогорска. Входит в состав Меновновского сельского округа. Код КАТО — 631031300.

## Население
В 1999 году население села составляло 914 человек (445 мужчин и 469 женщин). По данным переписи 2009 года в селе проживало 1930 человек (961 мужчина и 969 женщин).